# Véloroute du vignoble d'Alsace
La véloroute du vignoble d'Alsace est la plus remarquable des sections alsaciennes de l'EuroVelo 5 (EV 5) - Via Romea Francigena (via Francigena) qui relie Londres à Rome/Brindisi. Longue de quelque 140 km, elle longe les contreforts des Vosges de  Marlenheim, au nord, à Thann, au sud. Parallèlement à la célèbre route des vins d'Alsace,  elle emprunte tour à tour une ancienne voie ferrée entre Marlenheim et Molsheim, les chemins de vigne comme entre Dorlisheim et Obernai ou encore l'ancienne voie romaine de Dieffenthal à  Bergheim via Orschwiller. Elle est facilement joignable depuis Strasbourg par la voie verte du canal de la Bruche, une autre section de l'EuroVelo 5, qui la croise à Soultz-les-Bains.

## Tracé
Au départ de Marlenheim, l’itinéraire traverse le vignoble en passant successivement à Kirchheim, Odratzheim, Scharrachbergheim, Irmstett, Soultz-les-Bains, Molsheim, Dorlisheim, Rosheim, Bischoffsheim, Obernai, Bernardswiller, Goxwiller, Gertwiller, Barr, Mittelbergheim, Andlau, Itterswiller, Nothalten, Blienschwiller, Dambach-la-Ville, Dieffenthal, Scherwiller, Châtenois, Kintzheim, Orschwiller, Saint-Hippolyte, Rorschwihr, Bergheim, Ribeauvillé, Zellenberg, Beblenheim, Mittelwihr, Bennwihr, Turckheim, Ingersheim, Wintzenheim, Wettolsheim, Eguisheim, Husseren-les-Châteaux, Vœgtlinshoffen, Hattstatt, Pfaffenheim, Rouffach, Cernay et se termine à Thann.

## Accès à l'itinéraire
Trois lignes ferroviaires longent l'itinéraire et permettent d'accélérer sa progression ou de revenir à son point de départ.
La ligne Strasbourg - Molsheim - Sélestat dessert 13 gares sur la partie nord de l'itinéraire: Molsheim, Dorlisheim, Rosheim, Bischoffsheim, Obernai, Goxwiller, Gertwiller, Barr, Eichhoffen, Epfig, Dambach-la-Ville, Scherwiller et Sélestat. La section médiane est desservie par la ligne Strasbourg - Colmar - Mulhouse et s'arrête notamment à Sélestat, Colmar, Herrlisheim-près-Colmar et Rouffach. À partir de Mulhouse, une ligne ferroviaire part vers l'ouest et rallie Thann, porte sud de la véloroute.

## L'avancement du projet

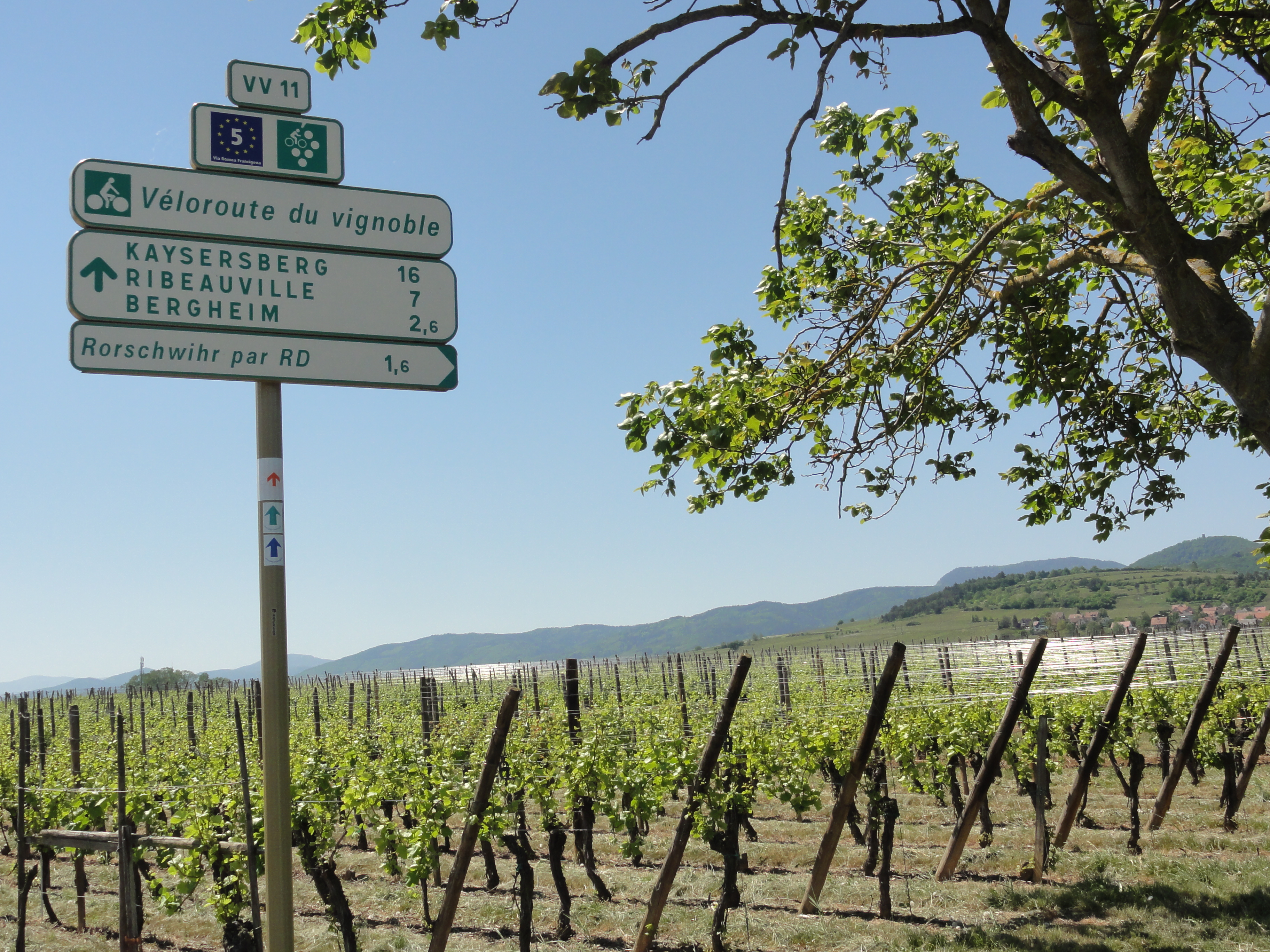
Rorschwihr, véloroute du vignoble vers le sud

Le jalonnement a été déployé sur l'ensemble de l'itinéraire d'avril 2013 à mai 2014. La véloroute a été inaugurée le 1er juin 2014 à l'occasion du 2e slow Up Alsace. 